# Kostas Varnalis
Kostas Varnalis (griechisch Κώστας Βάρναλης, bulgarisch Костас Варналис; * 14. Februarjul. / 26. Februar 1884greg. in Burgas, Bulgarien; † 16. Dezember 1974 in Athen, Griechenland) war ein griechischer Dichter, Schriftsteller und Publizist. 1959 bekam der überzeugte Kommunist den Internationalen Lenin-Friedenspreis verliehen.

## Leben
Kostas Varnalis wurde 14. Februarjul. / 26. Februar 1884greg. in der damals zu Ostrumelien, heute zu Bulgarien gehörenden Schwarzmeerstadt Burgas geboren. Seine Familie stammte wahrscheinlich aus Warna, woher sich der Nachname ableitet. 1908 beendete er sein Studium der Literatur an der Nationalen und Kapodistrias-Universität in Athen. Nach seinem Abschluss arbeitete er als Lehrer in Athen und in einigen bulgarischen Städten. Seine erste Gedichtsammlung Kirithres (griechisch Κηρύθρες) wurde 1905 in Athen veröffentlicht.
1919 begab er sich nach Paris und schrieb sich an der Sorbonne für ein Studium der Literatur, Philosophie und Soziologie ein. Während seines Studiums in der französischen Hauptstadt lernte er Ideen des Marxismus kennen, die er nicht nur in seiner Poesie, sondern auch in die Praxis umsetzte. Wegen seiner linken Einstellungen wurde er aus der Universität exmatrikuliert. In der folgenden Zeit arbeitete er als Journalist und schrieb zwei Bücher über den griechischen Dichter Dionysios Solomos. Außerdem ist er Autor einiger Gedichtsammlungen, griechischer Tragödien, Theaterstücke und Essays.

## Werke
Gedichtsammlungen
- Kirithres (1905)
- Freie Welt (1965)
- Die Wut des Volkes (1975)

Erzählungen
- Das Tagebuch der Penelope (1947); auf Deutsch: Verlag Volk und Welt, Berlin 1975

Pamphlet
- Die wahre Apologie des Sokrates (1931)
- Die Diktatoren (1954)

Dramen
- Atal III (1970)